# Louis Jaillon
 (janvier 2022).
Louis Jaillon, né le 28 avril 1916 à Saint-Claude (Jura), où il meurt le 14 janvier 2003, est un homme politique français. Maire de Saint-Claude et conseiller général du canton de Saint-Claude durant près de quarante ans, il est député du Jura de 1958 à 1967.

## Biographie
Fils d'un imprimeur lithographe installé dans la ville au début du siècle et qui avait épousé la fille du propriétaire de l'Hôtel du Globe, Louis Jaillon était diplômé de l'École supérieure de commerce de Clermont-Ferrand. Après avoir effectué son service militaire à la base aérienne de Bron et avoir été mobilisé en 1939 dans les forces aériennes, il installa dans le centre de Saint-Claude un petit atelier de fabrication de pipes et d'articles de tournerie pour fumeurs, de bureau ou fantaisie.

## Débuts de vie politique
Militant depuis la Libération au sein du Mouvement républicain populaire (MRP) avec Paul Giauque et Pierre Viatte, Louis Jaillon est entré au Conseil municipal de Saint-Claude en 1947 avec la victoire de la liste d'action familiale et sociale soutenue par le MRP à laquelle il appartenait.
Président d'un syndicat hôtelier et membre du Groupement national de défense des libertés professionnelles et des contribuables, Louis Jaillon s'est présenté, sans parvenir à être élu, aux élections législatives de 1951 au nom de la Confédération générale des petites et moyennes entreprises (CGPME) dont il était le délégué départemental.
Aux élections municipales de Saint-Claude de 1953, la liste d'action familiale et sociale à laquelle il appartenait de nouveau, arriva en tête et Louis Jaillon fut élu maire de la ville.
En 1955, il se présenta avec le même soutien politique (M.R.P. et C.G.P.M.E.) aux élections au Conseil de la République. Bien que candidat désigné par le sénateur sortant Paul Giauque, il ne parvint pas à recueillir suffisamment de suffrages pour être élu.
Mais trois ans plus tard, les élections législatives de novembre 1958 le virent intégrer l'Assemblée nationale en battant d'un peu moins de 5.000 voix l'ancien président du Conseil et figure du parti radical local, Edgar Faure.

### Député
Salué par certains comme un des « élus du tourisme » (en plus d'être lui-même un hôtelier, il était membre du groupe parlementaire d'étude des problèmes que posent la sauvegarde et le développement de l'économie touristique française. Partisan de la liberté économique et militant pour l'Europe unie, Louis Jaillon se montra à l'Assemblée nationale un membre actif des mouvements fédéralistes. Il était membre depuis 1955 du Conseil national du Mouvement fédéraliste européen. Défenseur de la coopération euro-atlantique, il fut membre de l'Association française pour la Communauté atlantique et ardent partisan des jumelages dont il intégra le groupe d'amitié parlementaire.
Inscrit au groupe parlementaire des Républicains populaires et du Centre démocratique, il travailla notamment à l'élaboration de la réforme fiscale basée sur l'impôt sur l'énergie, présenta deux projets de loi pour le règlement rapide et définitif des emprunts russes (le président de l'association nationale des porteurs d'emprunts russes, Maurice Grizey, était lui-même sanclaudien1) et participa, entre autres, aux travaux de la Commission des finances, de l'économie générale et du Plan.
Réélu en 1962, il continua de travailler au sein de la Commission des finances et de la Commission chargée de vérifier et d'apurer les comptes, et de militer au sein de diverses associations parlementaires.
Il fut battu lors des législatives de 1967 par René Feït.

### Maire
Entré au conseil municipal de Saint-Claude en 1947 et élu maire pour la première fois en 1953, Louis Jaillon aura assumé en tout 32 années de mandat, jusqu'à sa démission en 1985, ce qui fera de lui le détenteur du record de longévité de tous les maires de Saint-Claude depuis la Révolution.
Son action se porta, dès les premières années, sur le problème majeur auquel était confrontée la ville de Saint-Claude au sortir de la guerre : l'insuffisance du nombre et le mauvais état des logements du centre-ville.
Pour remédier à cette situation, la municipalité entreprit de construire, autour de la ville, plusieurs zones d'habitations à loyer modéré. Ainsi furent par exemple érigés les immeubles des Avignonnets ou du quartier Mouton, et rénovés une partie des immeubles du Faubourg Marcel et du quartier de la Poyat.
Parallèlement à ces actions en faveur du logement, Louis Jaillon œuvra, pour lutter contre la crise économique qui toucha durement la ville dans les années 1970, à la constitution d'une nouvelle zone industrielle sur la route de Lyon, au lieu-dit le Plan-d'Acier.
Et comme Saint-Claude, capitale régionale, se devait d’assurer son rang, la municipalité s'efforça encore de la doter d'équipements sanitaires, scolaires, culturels et sportifs adéquats avec notamment la construction de la cité scolaire du Pré-Saint-Sauveur (la plus importante du département), la modernisation de l'hôpital-hospice communal devenu depuis lors un centre hospitalier inter-cantonal (centre qui porte aujourd’hui le nom de l’ancien maire), ou encore l’aménagement du Palais des Sports et des tribunes du stade de Serger (amateur de sport et fervent supporter de la section rugby du Football Club de Saint-Claude (F.C.S.C.), Louis Jaillon était président d'honneur des supporters du club). C'est sous son mandat qu'eut lieu en 1964 l'affaire de la piscine. Inaugurée le 17 mai 1964, celle-ci disposait en son règlement intérieur que les Algériens ne pouvaient y être acceptés que sur présentation d'un certificat médical et d'une carte d'identité. Le maire se justifia dans le Bien public du 30 mai 1964 en arguant des mauvaises conditions de vie des Algériens et de la nécessité d'en protéger la population française. Devant les protestations du SNI, de la CGT, de FO, de la LDH, de la SFIO, du PSU, du PCF, de l'UFF, de l'Amicale des Algériens de Saint-Claude et de l'Ambassade, la mesure fut d’abord atténuée par le maire puis rapportée par le conseil municipal en août de la même année.
Elle fit plus tard l’objet d'un numéro de la Fabrique de l’histoire, sur France Culture.
Enfin, profitant du vote en 1971 de la loi destinée à favoriser les regroupements de communes, Louis Jaillon fut un des principaux artisans du rattachement à Saint-Claude des cinq communes voisines de Chaumont, Chevry, Cinquétral, Ranchette et Valfin.
Actif au niveau municipal, Jaillon le fut aussi au niveau local, assumant de nombreuses responsabilités dans divers organismes et assemblées, et notamment au Conseil général du Jura.

### Élu jurassien
Peu avant sa première élection à l’Assemblée nationale, Louis Jaillon a été élu conseiller général du canton de Saint-Claude en mai 1958. Une élection qui fut le point de départ d’une intense activité de l’élu qui, au fil des ans, aura représenté le Haut-Jura dans à peu près tout ce que le département et la région comptaient d'assemblées et d'organismes de « développement ».
Tout d’abord, dès 1958, il fut désigné pour représenter le Conseil général du Jura au sein du Comité d'expansion économique du département (COMEX) ainsi que de la Commission de développement régional de Franche-Comté (CODER), avant que ne soit mis en place le Conseil régional qu’il intégra dès 1973 et dont il assura même la vice-présidence après 1978.
Particulièrement sensible aux questions relatives aux affaires sanitaires et sociales, Louis Jaillon se distingua en présidant pendant plus d’une dizaine d’années la 3e commission du Conseil général précisément dévolue aux affaires sanitaires et sociales.
Intéressé de près aux problèmes du logement social et de l’emploi depuis son accession à la mairie de Saint-Claude, il fut au niveau départemental un membre actif des conseils d’administration de l'Office HLM du Jura, du Comité départemental d'aide au logement (CODAL), de la Société coopérative d'HLM La Maison pour tous présidée par André Socié, président du Conseil général et maire de Champagnole, ou encore de l'Agence régionale pour l'Emploi.
Même après une démission de la mairie de Saint-Claude en 1985, attribuée tant à la fatigue qu’à un différend non résolu avec la préfecture à propos de l’hôpital, Louis Jaillon poursuivit ses activités aux niveaux départemental et régional, se voyant confier la vice-présidence du Conseil général, qu’il quitta en 1988, ainsi qu’une mission de conseiller technique auprès de la présidence du Conseil régional chargé des politiques de montagne.
Maire honoraire de Saint-Claude depuis sa démission, il a été inhumé au cimetière de la ville.